# مادابی موکرجی
مادابی موکرجی (انگلیسی: Madhabi Mukherjee؛ زادهٔ ۱۰ فوریهٔ ۱۹۴۲) هنرپیشه اهل هند است.
از فیلم‌ها یا برنامه‌های تلویزیونی که وی در آن نقش داشته‌است می‌توان به شهر بزرگ، شارولاتا، موفق باشید و بزدل اشاره کرد. موکرجی در سال ۱۹۶۹ برنده جایزه ملی فیلم بهترین بازیگر زن شده‌است.